# Lee Boo-jin
Lee Boo-jin (Seul, 6 de outubro de 1970) é uma empresária bilionária sul-coreana e presidente e executivo-chefe do Hotel Shilla, um dos principais hotéis e centros de conferências de Seul. Lee foi apelidada pela mídia de "Little Lee Kun-hee" e é considerada uma mulher de negócios de sucesso por seu trabalho no Hotel Shilla.

## Início da vida
Ela é filha de Lee Kun-hee, o falecido presidente bilionário do Grupo Samsung. Ela se formou na Universidade Yonsei, com especialização em estudos infantis.

## Carreira
Lee juntou-se ao Hotel Shilla em 2001 e tornou-se presidente e CEO do Hotel Shilla em 2010.
Em dezembro de 2020, seu patrimônio líquido foi estimado em US$ 2 bilhão.
Desde 2015, ela está classificada nas listas da Forbes' lists of the World's 100 Most Powerful Women.

## Vida pessoal
Ela mora em Seul, na Coreia do Sul.
Em 1999, ela se casou com Im Woo-jae, conhecido na imprensa sul-coreana como "Sr. Cinderela" por causa de sua origem humilde, como "funcionário de uma afiliada de serviço de segurança do Grupo Samsung". Eles se separaram em 2012 e têm um filho juntos.
Em uma decisão judicial em julho de 2017, Lee foi condenada a pagar a seu ex-marido Im Woo-jae $ 7,6 milhões, como parte do acordo de divórcio, com Lee recebendo a custódia exclusiva de seu filho. Supostamente fui contra-processado e procurado $ 1,1 bilhões como uma divisão de ativos, uma das maiores quantias já solicitadas em um julgamento de divisão de ativos na Coreia do Sul.